# Trois Amies
Trois Amies is een Franse romantische komische film uit 2024, geregisseerd en mede geschreven door Emmanuel Mouret. De hoofdrollen worden vertolkt door Camille Cottin, Sara Forestier en India Hair.

## Verhaal
Joan verlaat haar partner Victor, de vader van haar dochter, omdat ze niet meer verliefd is. Wanneer Victor vervolgens verdwijnt, wordt ze overweldigd door schuldgevoelens. Haar beste vriendin Alice is een voorstander van relaties zonder liefde, maar gebouwd op genegenheid in plaats van op hartstochtelijke liefde. Joans andere vriendin Rebecca ziet de liefde als een avontuur en heeft een geheime relatie met de partner van Alice. De drie vrouwen proberen hun ideeën en keuzes te verdedigen.

## Rolverdeling
| Acteur           | Personage |
| ---------------- | --------- |
| Camille Cottin   | Alice     |
| Sara Forestier   | Rebecca   |
| India Hair       | Joan      |
| Grégoire Ludig   | Éric      |
| Damien Bonnard   | Thomas    |
| Vincent Macaigne | Victor    |

## Productie
Het scenario van Trois Amies werd geschreven door Emmanuel Mouret en Carmen Leroi, en de film wordt geproduceerd door Frédéric Niedermayer voor Moby Dick Films, in coproductie met Arte France Cinéma en Auvergne Rhône-Alpes Cinéma. De filmrechten werden vooraf gekocht door Canal+, Ciné+ en Arte.

### Filmopnames
De filmopnames liepen gedurende 37 dagen, van 27 september tot 16 november 2023 in Lyon en omgeving, met Laurent Desmet als cameraman.

## Release
Trois Amies ging op 30 augustus 2024 in première op het Filmfestival van Venetië in de competitie voor de Gouden Leeuw.

## Prijzen en nominaties
De belangrijkste:
| Jaar | Prijs                    | Categorie    | Genomineerde(n) | Uitslag     |
| ---- | ------------------------ | ------------ | --------------- | ----------- |
| 2024 | Filmfestival van Venetië | Gouden Leeuw | Emmanuel Mouret | Genomineerd |